# Alula Engeda
Ras Alula Engeda (Ge'ez : ራስ አሉላ እንግዳ), également connu sous son nom de cavalier Abba Nega (Ge'ez : አባ ነጋ), est un général et homme politique tigréen et éthiopien. Il fut l'un des chefs majeurs des armées éthiopiennes du XIXe siècle et il est considéré par l'historien israélien (en) Haggai Erlich (en) comme « le plus grand leader que l'Abyssinie ait produit depuis la mort de l'empereur Téwodros II en 1868 ». Il participe à de nombreuses batailles assurant l'indépendance de l'Éthiopie, notamment celles de Dogali et d’Adoua.

## La jeunesse
Alula nait dans le village de Menawee, dans le Tembien, dans la région du Tigré en Éthiopie. Sa date de sa naissance n’est pas connue avec certitude; il est âgé d’environ 60 ans lorsqu'il meurt en 1897.

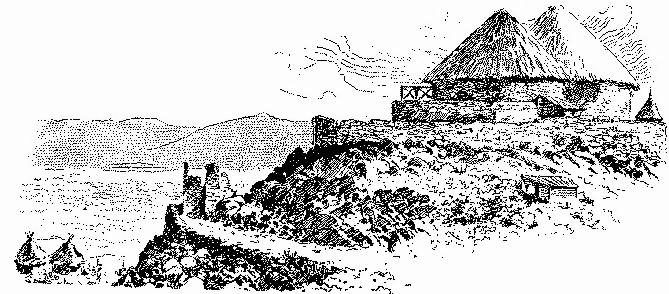
La maison du ras Alula à Asmara, de nos jours en Érythrée

Alula est le fils d’un paysan, Engda Eqube, d’origine modeste. Vers 20 ans, il reçoit la bénédiction du dejazmach Kassa Mercha, futur empereur Yohannes IV. Vers 30 ans, malgré son origine modeste, il grimpe les échelons de la hiérarchie sociale.
Alula fait une démonstration de ses qualités militaires à la bataille de Gundet et à celle de Gura en novembre 1875 et mars 1876, où il met en déroute les armées égyptiennes. Il se montre très tôt doué d’une personnalité de leader, et est promu au titre de ras après ces victoires, âgé d’à peine 35 ans.
Il a trois enfants de sa première épouse Weizero B’tweta dont il divorce plus tard. Son second mariage avec Weizero Amlesu, fils de ras Araya Dimtsu est purement politique et répond au besoin d’accroître sa légitimité au sein de la classe aristocratique, qui ne cache pas son mécontentement de voir un fils de paysan accéder à ce statut[réf. nécessaire].
Après sa victoire à Gura, l’empereur Yohannes IV désigne Alula gouverneur de Mereb Milash et de Midri Bahri (aujourd’hui en Érythrée). Vers 1876, Alula s’établit à Asmara avec sa famille et son armée. Il y fait construire son palais sur une colline au cœur de la ville et pose ainsi les fondations de la future capitale de l’Érythrée.
Alula s’attache alors à défendre les frontières de l’empire contre les Italiens, les forces anglo-égyptiennes et les Mahdistes soudanais.

## La bataille de Kufit
Le traité Hewett (ou d’Adoua), conclu en 1884 entre l’Éthiopie et l’Angleterre, reconnait les provinces du Bogos et de Massaoua comme provinces éthiopiennes. Mais les Anglais souhaitent qu’Alula mène en échange une campagne contre les Mahdistes d’Osman Digna.
Alula met en place les stratégies et logistiques nécessaire à l’attaque contre les Mahdistes, malgré l’opposition de certains chefs locaux qui ne reconnaissent pas sa légitimité. Alula continue son offensive et marche sur les terres du Bogos. Il atteint Keren en septembre 1885, s’y établit pendant dix jours, puis marche sur Kufit.
À Kufit, les forces mahdistes d’Osman Digna sont anéanties et ont très peu de survivants, mais les Éthiopiens subissent également de lourdes pertes : les commandants Blatta Gebru et Aselafi Hagos trouvent la mort et Alula lui-même est blessé. Les nouvelles de la victoire éthiopienne résonnent très vite dans les états-majors italiens, anglais et chez l’empereur Yohannes IV.

## La bataille de Dogali
À une époque où le continent africain est en train d'être colonisé par les puissances européennes, Alula a cependant très peu de temps pour se remettre de la bataille. Les Italiens, en violation du traité Hewett, s’installent sur les côtes de la mer Rouge à la demande de la Grande-Bretagne, à Massaoua puis Saati.

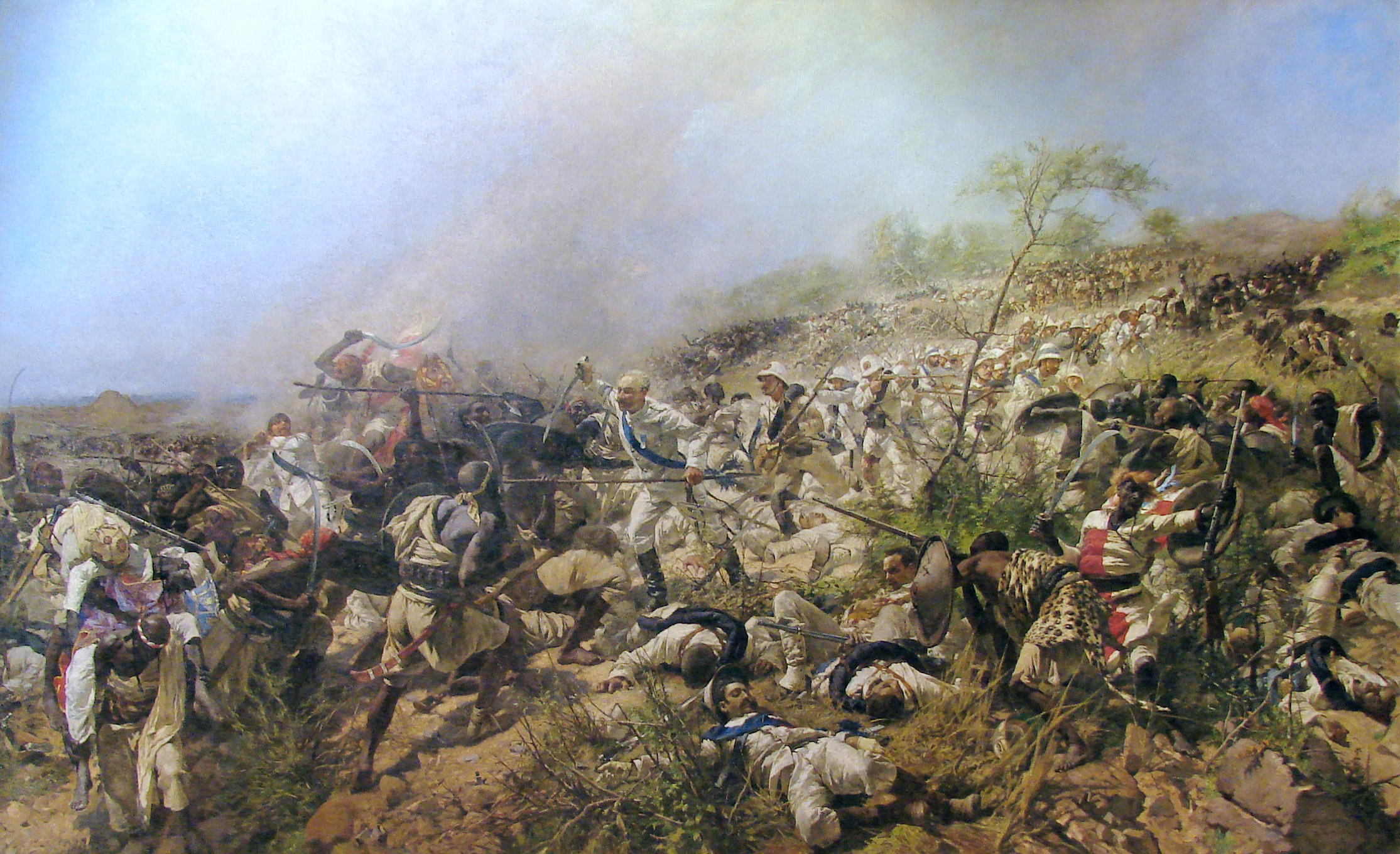
La bataille de Dogali, 26 janvier 1887, par Michele Cammarano

Bien qu’ayant collaboré avec les Britanniques en repoussant les derviches, l’objectif d’Alula reste de garantir la souveraineté éthiopienne, et il est à cet égard très méfiant vis-à-vis des Anglais qu'il soupçonne d'appuyer les avancées italiennes.
Ces méfiances sont clairement exprimées dans une conversation menée avec Augustus Wylde, ancien vice consul de la Reine d’Angleterre à Jeddah et correspondant du Manchester Guardian ainsi que le rapporte l'historien israélien Haggai Erlich dans son livre où il cite Alula:
« Que cherche donc l’Angleterre en rompant le traité d’Hewett en permettant aux Italiens de s’emparer de mon pays ? N’ai-je pas anéanti les garnisons égyptiennes du Bogos ? Ne me suis-pas battu à Cassala alors même qu’il était peut-être déjà trop tard ? N’ai-je pas fait tout ce que j’ai pu ? Vous les Anglais nous avez utilisé pour faire ce dont vous aviez besoin puis vous nous abandonnez ».
De retour à Asmara, Alula mobilise une armée de 5 000 hommes et descend de Ghinda’e vers Sahati . Avant de s’engager contre les Italiens, il informe l’empereur Yohannes et s’exprime auprès d’Harrison, qui avait accompagné l’amiral Hewett lors de la signature du traité en 1884, en lui déclarant que les Anglais n’avaient pas respecté leur parole.
Alula fait arrêter des Italiens qu’il suspecte d’espionnage et qui travaillent alors en tant qu’ingénieurs à la construction d’un pont sur le Nil, auprès du negus Tekelehaimanot du Godjam.
Il écrit à Marcopolo Bay, aide italienne de Massawa, et au Consul Sumagn de France, les prévenant qu’il détruirait les forces italiennes si elles ne quittaient pas le territoire éthiopien de leur propre fait. Mais les Italiens se montrent déterminés à rester affirmant que leur venue à Massaoua est due à « la volonté divine ». En octobre 1886, les forces d’Alula prennent position dans les provinces de Sahati et de Massaoua.
En décembre 1886, la confrontation avec les Italiens devient inévitable. La première bataille a lieu à Sahati, où de nombreux Éthiopiens sont tués ou blessés, mais Alula réorganise très rapidement ses troupes et s’empare de Dogali où ils montrent une très nette supériorité militaire sur les Italiens. En janvier 1887, s’engage la bataille de Dogali : les Éthiopiens encerclent l’armée italienne dirigée par le major Baroti. Le coordinateur en chef des forces italiennes, le colonel Tommaso De Cristoforis est tué au cours de la bataille, ainsi que 22 officiers d’élite et 400 soldats. Des massacres de population kunama  sont également perpétrés par ses troupes,,.

## La bataille de Matamma
En mars 1889, se déroule la bataille de Matamma, dans l'ouest de l'Éthiopie, entre Éthiopiens et Soudanais. Les Éthiopiens remportent la bataille,mais le negus Yohannes IV y meurt.
Ménélik II est couronné negus quelques mois après la bataille de Matamma. Les Italiens occupent Asmara et concluent le traité de Wuchale avec l’empereur. Quelques mois plus tard, ils utilisent la version italienne de ce traité pour déclarer un protectorat sur l'Éthiopie. Le ras Alula devient alors une figure politique isolée, affaibli par la mort de Yohannes et le renforcement des positions italiennes en Érythrée.

## La bataille d’Adoua
À partir de 1890, les Italiens étendent leurs positions vers l’ouest autour de Tesseney et d’Akordat, mais aussi dans la région d’Adoua, en vue de conquérir l’Éthiopie. La bataille d’Adoua a lieu le 1er mars 1896. C’est à cette occasion qu’Alula reconnaît pleinement Ménélik comme garant de l’unité éthiopienne.
Allula occupe le front gauche des positions éthiopiennes sur les hauteurs d’Adi Abune soutenu par les troupes de l’empereur Ménélik, du ras Makonnen, et de Ras Mikael. Les forces de Ras Sebhat et de Dejjach Hagos Teferi se joignent également à celles de Ras Alula et Ras Mengesha.
Augustus Wylde, témoin oculaire des évènements indique : « Les Abyssins ne s’attendaient pas à être attaqués, et l’avancée italienne aurait pu avoir un effet de surprise sans la méfiance de ras Allula à l’égard des officiels italiens. Deux de ces espions observèrent les troupes italiennes quitter Entiscio et informèrent le Ras Alula, à un mile au nord d’Adi Abune, que l’ennemi se dirigeait vers Adoua. Le ras en informa immédiatement le roi Menelik et les autres souverains, et les Abyssins se préparèrent à la bataille. »
Au cours de la bataille, les troupes du ras Michael viennent renforcer celles du ras Alula, qui avait commencé à s’attaquer au  général Dabormida dont les troupes se battaient déjà à cinq contre les combattants éthiopiens. La cavalerie oromo renforce le ras Alula, et Abba Nega bloque la venue de renforts  italiens en provenance d’Adi Quala.
Quelques mois plus tard, Alula affronte le ras Hagos du Tembien. Ce dernier trouve la mort dans la bataille mais, si Alula remporte la victoire, il est blessé au cours du combat et meurt de ses blessures en février 1897.

## Divers
L’aéroport de Mékélé, capitale du Tigré est nommé «ras Alula». Il est également représenté par une statue équestre dans la ville.
Un hôtel à Axoum porte également son nom.

### Articles
- (en) « Ras Alula, the Abyssinian » Article du New York Times daté du 12 avril 1887 dédié au Ras Alula
- (en) « Ras Alula dead, An Abyssinian General of Great Ability -- The Son of Peasants » Article du New York Times daté du 27 février 1897 annonçant la mort de Ras Alula